# Amosis Inhapi
Amosis-Inhapi o (anomenat Anhapou per Gaston Maspero) va ser una princesa i reina egípcia de finals de la XVII dinastia o del començament de la XVIII. Els seus títols van ser Dona del Rei i Filla del Rei.

## Biografia
Probablement era filla del faraó Sekhenenre Amosis i, per tant, germana del faraó Tao II i de les reines Aah-Hotep i Sitdjehuti. Probablement es va casar amb el seu germa Tao, tot i que és possible que visqués en una època sensiblement posterior, durant els regnats d'Amosis I o, fins i tot, d'Amenofis I.
Va tenir una filla anomenada Amosis-Henuttamehu. Amosis Inhapi surt esmentada en una còpia del Llibre dels morts propietat de la seva filla Amosis-Henuttamehu i a la tomba d'Amenemhat, administrador del temple d'Amon (tomba TT53).

## Mort i enterrament
Es va fer una tomba per a Amosis Inhapi a Tebes, tot i que la seva mòmia va ser posteriorment traslladada a la DB320 on va ser descoberta el 1881. Actualment es troba al Museu Egipci del Caire.
La mòmia es va trobar al taüt exterior de Rai, la mainadera de la neboda de la reina Inhapi Amosis-Nefertari. Va ser desembolicada per Gaston Maspero el 26 de juny de 1886, i més tard va ser examinada per Grafton Elliot Smith, que va descriure Inhapi com una dona gran i forta amb una gran semblança amb el seu germà. Smith data el seu enterrament als anys posteriors del regnat d'Amosis I. La mòmia tenia una garlanda de flors al coll. El cos estava disposat amb els braços estirats al costat del cos i la pell de la mòmia era d'un color marró fosc. La capa exterior de la pell continuava present i no es va trobar cap evidència de sal. Això podria voler dir que el cos no va ser immers en natrons, tal com ho havien descrit Heròdot, Diodorus i altres. El cos mostrava una incisió a la part esquerra del ventre realitzat pels momificadors per permetre l'extracció dels òrgans i és possible que s'hagués tractat la cavitat amb natró. El cos havia estat ruixat amb fusta en pols aromàtica i embolcallat amb roba xopada de resina.